# کالج میلساپس
کالج میلساپس یک کالج خصوصی هنرهای لیبرال در جکسون، می‌سی‌سی‌پی است. میلاساپس که در سال ۱۸۹۰ تأسیس شد و وابسته به کلیسای متحد متدیست است.

## روسای کالج
- ویلیام بلتون مورا، ۱۸۹۰–۱۹۱۰
- دیوید کارلایل هال، ۱۹۱۰–۱۹۱۲
- دکتر الکساندر فارار واتکینز، ۱۹۱۲–۱۹۲۳
- دکتر دیوید مارتین کی، ۱۹۲۳–۱۹۳۸
- دکتر ماریون لوفتون اسمیت، ۱۹۳۸–۱۹۵۲
- دکتر هومر الیس فینگر، جونیور، ۱۹۵۲–۱۹۶۴
- دکتر بنجامین بارنز گریوز، ۱۹۶۵–۱۹۷۰
- دکتر ادوارد مک دانیل کالینز، جونیور، ۱۹۷۰–۱۹۷۸
- دکتر جورج ماریون هارمون (۱۹۷۸–۲۰۰۰) – پس از ۲۲ سال ریاست کالج میلساپس، دکتر هارمون در بهار ۱۹۹۹ استعفای خود را اعلام کرد. آخرین روز او به عنوان رئیس کالج Millsaps 30 ژوئن 2000.[۳]
- دکتر فرانسیس لوکاس (۲۰۰۰–۲۰۱۰) – دکتر لوکاس اولین زنی بود که این پست را در میلساپس داشت.[۴] دکتر لوکاس در ۲۳ آوریل ۲۰۰۹ استعفا داد.[۵] لوکاس دلیل استعفای خود را اختلاف با اعضای هیئت علمی عنوان کرد.
- هاوارد مک میلان، رئیس دانشکده مدیریت میلساپس در اوت ۲۰۰۹ به عنوان رئیس موقت برگزیده شد.[۶]
- دکتر رابرت پیرگن، معاون روابط دانشگاه در دانشگاه جنوب، به عنوان یازدهمین رئیس کالج انتخاب شد. وی دوره ریاست جمهوری خود را در اول ژوئیه ۲۰۱۰ آغاز کرد.[۷]